# Bremenska mestna hiša
Mestna hiša v Bremnu je sedež predsednika senata in župana svobodnega Hanseatskega mesta Bremen. Je eden najpomembnejših primerov opečne gotske arhitekture v Evropi. Od leta 1973 je zaščitena z aktom o zaščiti spomenikov . Julija 2004 je bila poleg Bremenskega Rolanda stavba vpisana na seznam svetovnih dediščine Unesca. 

## Lega
Mestna hiša stoji na severovzhodni strani Marktplatza v zgodovinskem središču mesta. Neposredno pred njim je kip Rolanda. Na nasprotni strani tega trga je stara cehovska hiša, ki se imenuje Schütting, še danes sedež trgovinskega odbora. Na jugovzhodni strani trga je sedež državnega parlamenta v Bremnu, ki se imenuje Bürgerschaft. Vzhodno od obeh, mestne hiše in parlamenta, je Bremenska stolnica. V bližini severnega kota mestne hiše je postavljena skulptura Glasbeniki mesta Bremen Gerharda Marcksa. Severno od nje je cerkev Naše drage dame (Kirche Unser Lieben Frauen ali kratko Liebfrauenkirche).

## Zgodovina

### Stara mestna hiša
Bremenska prva mestna hiša je bila na južnem koncu bloka med Liebfrauenkirchhofom (dvorišče cerkve Naše ljube gospe) in ulicama Obernstraße in Sögestraße. Leta 1229 je bila omenjena kot domus theatralis (hiša za predstave), od leta 1251 večkrat kot domus consularis (hiša svetnika). Lok čez Sögestraße in popravilo s kamnom kaže kamnito stavbo in že obstoječo, saj je bila postavljena v romanskem slogu pred prihodom gotskega sloga. Predpostavlja se, da je bila mestna uprava, preden je pridobila določeno avtonomijo in je stavba delovala kot sodišče in zato imela vsaj eno odprto dvorano, saj je staro saško pravo prepovedalo sojenje v zaprtih prostorih. Točen opis ni na voljo, vendar več dokumentov pove o trgovini s tekstilom. Opisujejo lokale "pod" mestno hišo in uradi. Glede na razlago "pod" kot "v dvorani pod ..." ali "pred kletjo ..." dokumenti kažejo na zelo različne predstavitve mestne hiše in njenega okolja. Dve besedili govorita o stopnicah ali stopnišču hiše pri Liebfrauenkirchhof.
Po izgradnji nove (danes stare) mestne hiše je bila najeta od cehov, potem kot skladišče hmelja. Končno je bila leta 1598 prodana dvema zasebnima lastnikoma, ki sta jo zamenjala ali spremenila v svoje zasebne hiše.

### Gotska mestna hiša
Okoli leta 1400, ko je bila mestna uprava Bremna politično na vrhuncu, je bila načrtovana in zgrajena nova mestna hiša. Najbolj angažirani so bili župan Johann Hemeling in svetovalca Friedrich Wagner in Hinrich von der Trupe. Lega in oblika predstavljata demonstracijo moči mesta nad nadškofom. Bremenski Marketplatz, popolnoma obzidan že približno stoletje prej, je zdaj obvladovala mestna hiša in ne stolnica in nadškofijska palača. Obe njeni dvorani, zgornja in spodnja dvorana sta bili nekaj centimetrov daljši in širši od velikih dvoran nadškofijske palače. Tudi tu so bili vhodi na koncih. Proti trgu ni bilo (in ni) verande. Vinska klet je pod temi dvoranami, vendar je nekoliko razdrobljena.
Z izgradnjo mestne hiše je bil pred njo postavljen prvi Rolandov kip. Ni bil tako velik kot danes.
Mestna hiša v gotskem slogu je bila okrašena s 16 velikimi skulpturami, ki so prikazovale cesarje in volilne kneze, ki so kazali Bremen kot cesarsko mesto in štirje starodavni filozofi (verjetno prvotno štirje preroki). Hkrati je bila utrjena. Imela je dva pohodna zidova, enega nad galerijo proti trgu in enega okrog žlebov strehe. Štirje majhni stolpi s stopnišči so služili dostopu iz zgornje dvorane do zgornjega zidu. Galerija v pritličju proti trgu v prvih stoletjih ni bila zavetje trgovcev, bila je rezervirana za sojenje.
Na zadnji strani gotske mestne hiše je bil v zgornjem nadstropju prostor za mestni svet, imenovan (stara) Wittheits-Stube, tj. Zbornica Sveta. Zahodno od nje je bilo zunanje stopnišče iz zgornje dvorane cerkve Naše ljube gospe.
Po uporu 104 moških leta 1432 je bilo to zunanje stopnišče odstranjeno. Konec 15. stoletja je bila pod starem Wittheits-Stube postavljena pisarna.

### Renesansa
Leta 1545 do 1550 je bila med mestno hišo in nadškofijsko palačo zgrajen podaljšek s tremi nadstropji, ki je vseboval novo Wittheits-Stube in pisarne, in prikazuje renesančne zatrepe proti vzhodu ob stolnici.
Konec stoletja je Bremen preživel svoj drugi razcvet in začel se je velik zagon mestne hiše. Glavni umetnik je bil arhitekt in gradbenik Lüder von Bentheim. Modernizacija je potekala v dveh korakih. V prvem koraku, od leta 1595 do 1596, je bilo deset oken zgornje dvorane proti trgu spremenjeno iz koničastih lokov v velika pravokotna okna. Približno dvanajst let kasneje, od leta 1608 do leta 1612, se je začela velika preobrazba v slogu weserske renesanse: dve srednji okni in razglasna vrata med njimi so bila premaknjena z velikim rizalitom, ki je sestavljen iz vitkih stebrov ter velikih oken. Na vrhu je bil postavljen okrašen zatrep v flamski renesansi, dva podobna zadaj. Fasada je bila okrašena z veliko reliefi. Veliko je arhitekturnih elementov, ki temeljijo na mojstrih nizozemske renesanse, kot so Hans Vredeman de Vries, Hendrik Goltzius in Jacob Floris. Pokrovi pohodnih zidov so bili razmeščeni z dekorativnimi balustradami.

### Barok
Kmalu po zaključku teh del je Nemčijo opustošila tridesetletna vojna, po Vestfalskem miru pa se je Bremen moral braniti pred švedskimi napadi.
Leta 1682/83 se je pisarna na zadnji strani razširila v zelo skromnem baročnem slogu - s horizontalnimi pasovi oken, ki so se pojavila šele dve stoletji kasneje.

### 19. stoletje
Z nemško mediatizacijo leta 1803 je sosednja nadškofijska palača, ki je bila eksteritorialna, nazadnje Hanoveranska, postala last mesta. Prvenstveno je bila uporabljena za pisarne. Leta 1818/19 je bila delno porušena in obnovljena kot neoklasicistična "Stadthaus" (mestna hiša). Leta 1826 so odkrili nevarno škodo reprezentativne mestne hiše in njene razširitve. S popravili se je ohranil videz fasade proti trgu, vzhodna renesančna fasada pa je bila zamenjana s  preprosto, zadnja stran je izgubila edinstveno obliko.

### 20. stoletje
Od 1820 do 1900 je Bremen pomnožil svoje prebivalstvo. Zato je bila načrtovana širitev mestne hiše. Leta 1909 je bila Stadthaus porušena, da bi zgradili novo mestno hišo na istem mestu. Med tem delom so odkrili veliko več gotskih ostankov, kot so pričakovali zgodovinarji in arhitekti. Ob "Neues Rathaus" ("nova mestna hiša") je mestna dvorana v letih 1909-1913 dobila podaljšek, ki je bil dvakrat večji od stare zgradbe. Münchenski arhitekt Gabriel von Seidl se je uspel izogniti prevladi njenega dodatka. Kljub temu so tri neorenesančne fasade zelo pozen primer historicizma. Četrta, ki je obrnjena proti cerkvi Naše ljube gospe in v bližini ostalega baročnega podaljška, je precej art nouveau.
Z opažem na zunanjih stenah in zaradi herojskih prizadevanj gasilcev je mestna hiša preživela zračne napade druge svetovne vojne z malo škode, čeprav je bilo uničenih več kot šestdeset odstotkov mesta.

## Uporaba
- V novi mestni hiši je sedež župana Bremna.
- Bremer Schaffermahl, tradicionalni letni banket za kapitane, poteka v banketni dvorani nove mestne hiše.
- V zgornji dvorani stare mestne hiše potekajo številne slovesnosti.
- Spodnja dvorana zgodovinske stavbe se skoraj neprekinjeno uporablja za razstave

## Značilnosti

### Stara mestna hiša
- Zgornja dvorana (Obere Rathaushalle) je še vedno zelo imenitno mesto za srečanja.
- Cehovska soba (Güldenkammer). To majhno sobo, dodano k zgornji dvorani leta 1608, je leta 1905 preuredil Heinrich Vogeler v čistem art nouveau slogu. V tem slogu so bili izbrani vsi detajli in pribor, vključno z ročaji za vrata, požarno varnostjo, lestenci in pozlačene usnjene tapete (cuir de Cordoue).
- Spodnja dvorana (Untere Rathaushalle). Ta soba ohranja svojo nepriljubljeno izvirno obliko. V nasprotju z zgornjo je ta preprosta, s kamnitim podom, vidnimi lesenimi tramovi in opleskom na stenah. V zgodnejših časih je delovala tudi kot tržnica za drobno blago, kot so začimbe in tekstil. Danes se uporablja za razstave.
- Bremer Ratskeller je javna hiša v kleti, dom najstarejšega soda za vino v Nemčiji, izdelanega leta 1653.

### Nova mestna hiša
- banketna dvorana
- soba s kaminom
- soba gobelinov
- dvorana senata

## Galerija
- Okolica mestne hiše Bremen
- Zgornja dvorana
- Zgornja dvorana s prejšnjim arhivom (zgoraj) in Güldenkammerjem
- Zgornja dvorana, "Karel Veliki in škof Ansgar", poslikana leta 1532
- Spodnja dvorana
- Bremen Ratskeller (vinska klet)
- Kamin v Novi mestni hiši